# Kasnäs
Kasnäs tillhör Kimitoöns kommun. Sedan Lövö bro blev färdig 2011 är Kasnäs längst i sydväst av de kommunens delar som har fast vägförbindelse.
Här finns också gästhamn, bad- och konferenshotell och restaurang samt fiskodling och en fiskförädlingsfabrik.
Från Kasnäs går det förbindelsebåtar till bland annat Vänö, Rosala och  Bengtskär. Kasnäs har bussförbindelse med fastlandet.

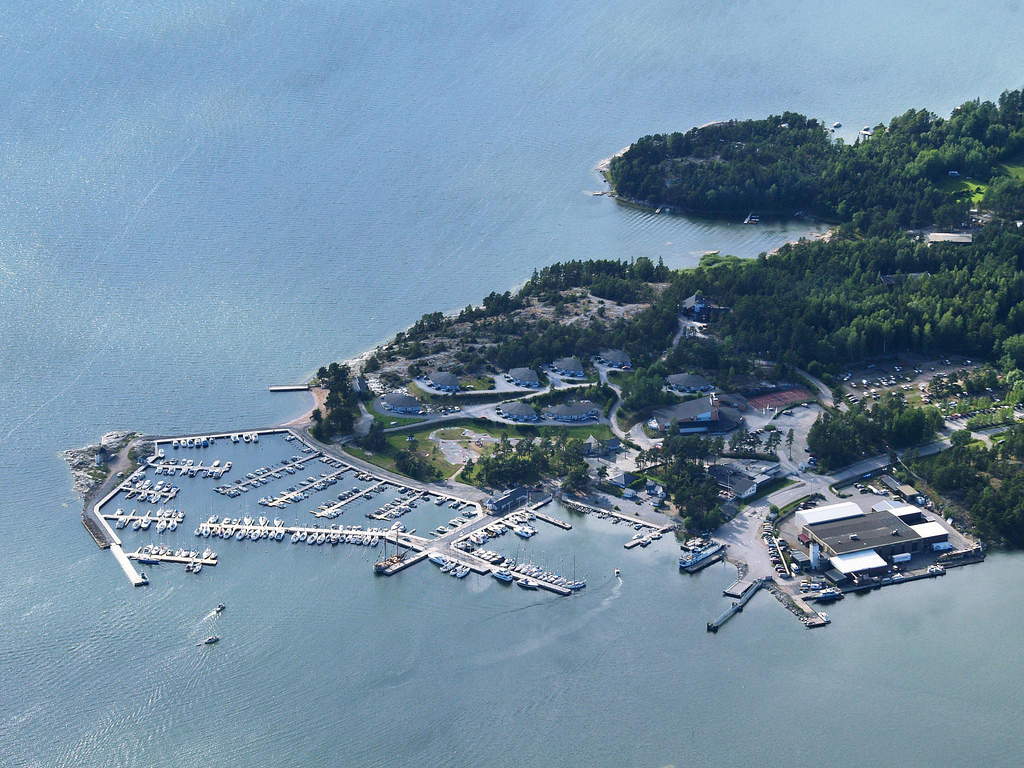
Flygfotografi över Kasnäs.
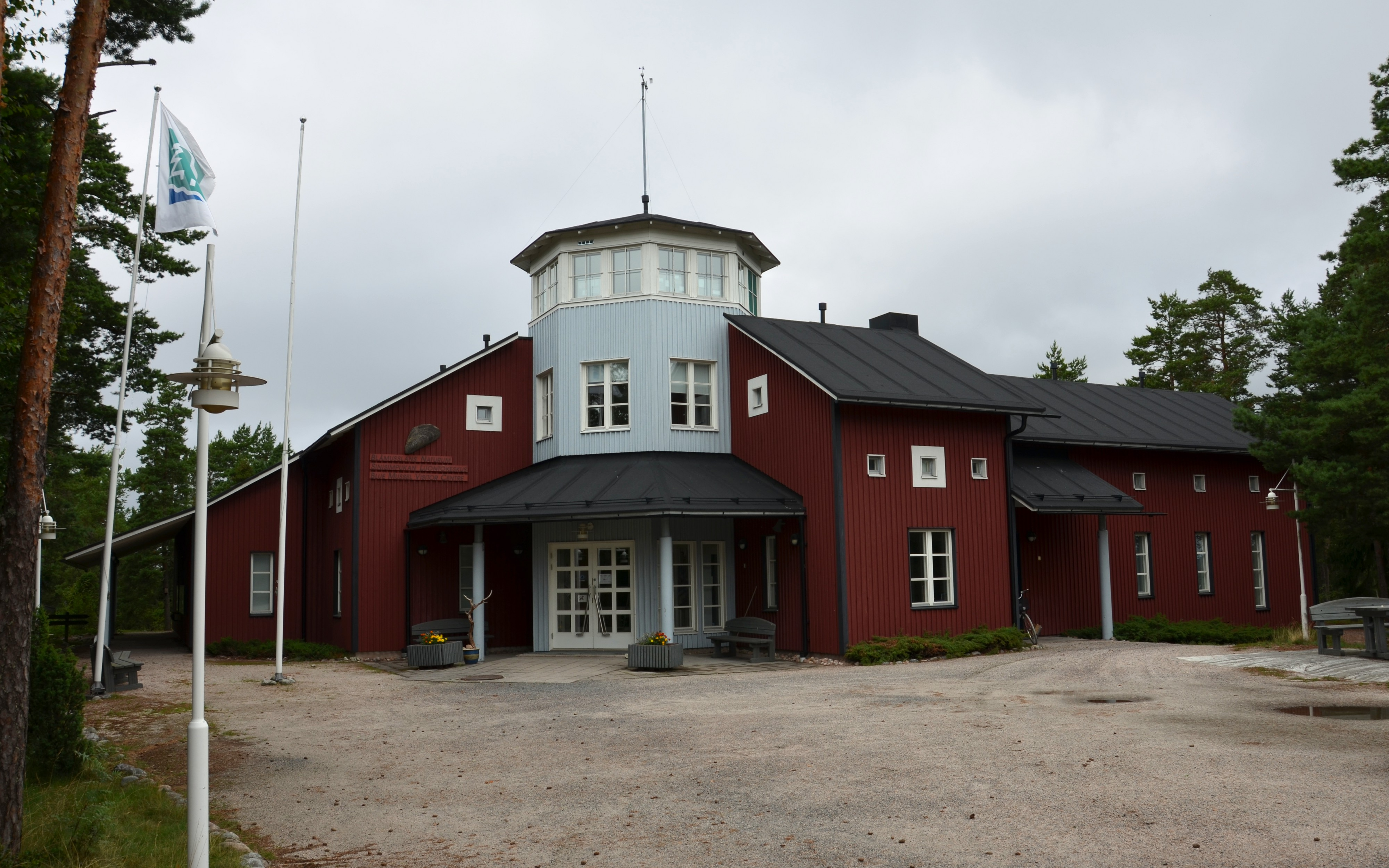
Blåmusslans naturum i Kasnäs.